# Коротное
Коротное — село в Слободзейском районе непризнанной Приднестровской Молдавской Республики. Административный центр Коротнянского сельсовета, находящийся в Юго-Восточной части Слободзейского района, граничит с пгт. Красное и с. Незавертайловка. В направлении г. Тирасполь проходит асфальтированная трасса Слободзея-Тирасполь. Расстояние до г. Кишинев — 100 км, до г. Тирасполь — 35 км, до г. Слободзея — 18 км, до г. Днестровск — 4 км.
На 1 января 2013 года население составляло 3 403 человек. Число домов — 1 434. территория села 8 км². на территории села функционируют
Основано в 1769 году.
11-летняя молдавская средняя школа, детский сад, дом культуры, сельская врачебная амбулатория, отделение связи, библиотека, сберкасса, аптека,
ООО «Норд-Вест», ООО «Октавиан», ООО «Злата», ООО «Залпет»,
ООО «Янтарный Луч», ООО «Иванча».
Населенный пункт газифицирован и телефонизирован. На территории села работают 11 артскважины и 30 шахтных колодцев.